# 殺戮都市
《GANTZ 殺戮都市》是奧浩哉的漫畫作品，同時有動畫及遊戲等改編作品。Gantz 為本作中登場的黑球的名稱。集英社漫畫雜誌《週刊 YOUNG JUMP》由 2000 年 31 號開始連載，隔週連載，至 2013 年 29 號完结
。

## 作品介紹
以「適合日本人的科幻作品」作為目標，透過現實和非現實交錯的世界觀，伴隨著不合常理死亡（如重要的登場人物突然死了）所帶來的緊張感，許多充滿個性的登場人物等要素獲得極高的人氣。承襲前作《01 ZERO ONE》以 CG（作者稱之為 3D 漫畫）製作原稿的方式，使用 Shade 和 Photoshop 等軟體繪製出精緻的背景和效果，大大提高臨場感。GANTZ 一詞出自《小露寶》每集負責幫機器人學校計分的鋼鐵老師（ガンツ先生；Gantsu Sensei）的名字。

## 故事大綱
男主角玄野計在地鐵的月台看見小學時代的好友加藤勝。當時正義感強烈的加藤打算把摔落軌道上的醉漢抬上月台，因此向在場的玄野尋求協助。兩人卻一起遭進站的電車撞死。
瞬間，他們出現在一所高級公寓的室內，裡面聚集著本來應該死了的人們。房間中央有一個神秘的大黑球「GANTZ」。「GANTZ」给出指示：「消滅」外星人，然後所有人再被傳送到另一地方。
被神秘物體「GANTZ」聚集，應該死了的人們也不明白理由，他們必須與神秘的外星人作戰。他們為何必須戰鬥？並且，他們能夠生存下來嗎？
在 296 話發展到意大利藝術品任務的結束，GANTZ 於計分時並發出完結的指示：加藤勝得 65 分，櫻井弘斗得 0 分，小武得 0 分，風大佐衛門得 0 分，吸血鬼冰川得 0 分，吸血鬼栗山千明得 0 分。而西丈一郎得 102 分，並從 100 分選單中選擇了強力武器；丽佳得 101 分，並從 100 分選單中選擇了復活鈴木良一。此時黑球忽然失效，眾人回去。此後丽佳獨自回到黑球的公寓，卻發現一直藏身在黑球內的赤裸男子走了出來。深爱玄野的丽佳，选择再度復活了玄野計，也就是将其複製。
某天，日本的天空忽然變成血紅色。世界各地也正被不明飛行機器攻擊，美國國土被嚴重破壞。日本亦開始被這些機器攻擊，東京上空出現類似隕石的物體，飛墮到地面，並變身成為巨型機械人，在日本街頭大開殺戒。为了生存，各地的 GANTZ 队员甚至全人类不得不面对和恐怖外星生物的戰鬥。
其後，玄野一行人終於得知他們長期以來一直不知為何而戰的真相。在遙遠的地方擁有著一個逐步邁入毀滅的星系，因此其星系的居民開始往其他星系移民，但他們最先挑錯了地方，來到比他們更先進的星系而遭擊退，後來才選中了地球。而先進星系的居民向地球發出訊息，授予人類抵抗星系移民的戰鬥方法，但此戰鬥方法卻被接收到的人類高層所壟斷，並為了取樂與奪權創造出了 GANTZ。GANTZ 不斷授予玄野等人的任務便是在消滅星際移民的先行者，而最後來到地球並展開全面侵略的便是此星系移民中的最強種族。

## 登場人物

### 東京隊隊員

#### 主要核心成員者
玄野計
聲優：浪川大輔（TV動畫，高中生）；園崎未惠（TV動畫，童年）；內山昂輝（VOMIC）；梶裕貴（GANTZ:O）／演員：二宮和也（台灣配音：何志威）
暱稱：玄野、パシり、玄野君、喪家犬、晝行燈
入伍原因：協助加藤勝救起跌下電車路軌的醉漢，兩人都因為來不及爬上月台，被電車撞死。
本作主角，私立勢綾高校一年級學生。跟家人關係疏離，獨自租住一間套房。故事早期的性格是典型青少年的寫照：冷漠、自私又好色，也不信任任何人。另一方面卻往往不情願地擔負起英雄的責任，一旦生命面臨威脅，往往能運用智計，或激發潛能而渡過危機，其個性在認識小島多惠後有了180度的轉變，認為自己不再是一個人，立志保護小島多惠。在佛像星人任務中，其所有隊友皆陣亡。此後的任務開始，玄野學習顧及其他隊友，而被多數人推舉成為隊長。指環星人任務結束後，正當眾人以為可以回家，突然又響起任務開始的音樂，GANTZ指派下一個任務之目標是小島多惠，玄野計震驚之餘卻無可奈何，要求GANTZ先將他派遣出去，並前去保護小島多惠，後眾人從和泉口中得知小島是玄野的女友，便分成兩派，一派主張完成任務，一派主張放棄，後小島多惠仍被一心只想完成任務的和泉殺害，任務結束。於鬼星人任務後，隊友各自使用了100分的選項，完成了玄野復活女友、友人的願望，眾人亦要求玄野計用自己的100分脫離遊戲，玄野計便離開且消除記憶，但不久之後被一班吸血鬼斬殺。加藤完成了大阪任務後，要求 GANTZ 將玄野復活。在意大利任務後，本想復活鈴木良一的蕾佳，卻因為太喜歡玄野，而製造了另一個玄野。所以現時的 GANTZ 世界同時有兩個玄野計，原本的繼續跟小島一起；第二個就和蕾佳生活。在世界面臨末日，兩個玄野都跟一群外星巨人戰鬥中，複製玄野計因親眼目睹擁有GANTZ技術的外星人將蕾佳復活後又再次殺死而意圖攻擊而遭到外星人殺死，死後將在20年後轉世為蕾佳的孩子。而本尊玄野則是在末日篇中聯手加藤戰勝了軍神，成功阻止了地球被毀滅，並跟加藤一同駕駛飛行器返回地球。
加藤勝
聲優：大里雅史（TV動畫，高中生）；山口眞弓（TV動畫，童年）；鳥海浩輔（VOMIC）；小野大輔（GANTZ:O）／演員：松山研一（台灣配音：李世揚）
暱稱：加藤茶（笑）
入伍原因：救起跌下電車路軌的醉漢，自己卻來不及爬上月台，與玄野一起被電車撞死。
玄野計的小學同學，身高190cm，西深角工業高校一年生。自幼已是孤兒，愛護胞弟，二人一起投靠一個嬸母的家，卻常常被那嬸母責罵刁難或冷漠對待，後來為了不願寄人籬下受屈辱，在外租了間小屋並帶著弟弟搬出了嬸母家。性格善良正直，熱心助人，跟早期的玄野計完全相反。身段頗為高大，又擅於打架，若純粹以能力而論，加藤比玄野還要勝一籌。在佛像星人任務中浴血奮戰到最後，與最終Boss千手觀音同歸於盡。鬼星人任務後，鈴木良一(大叔)從玄野計口中得知想復活加藤勝的願望，便要求將其復活。在異鬼(百鬼夜行)任務時認識山咲杏，並與之約定將來一定會生活在一起，擊敗完全變形體妖怪後取得了100分，將玄野復活。末日篇中聯手本尊玄野戰勝了軍神，成功阻止了地球被毀滅，駕駛飛行器返回地球。
西丈一郎
聲優：矢部雅史（TV動畫）；石田彰（VOMIC）；郭智博（GANTZ:O）／演員：本乡奏多（台灣配音：劉傑）
暱稱：西君
入伍原因：墜樓
國中二年生。性格極為孤僻自私，神憎鬼厭。主角參與的第一項蔥星人任務中，透露這是千萬獎金遊戲。比玄野和加藤早一年入隊，是 GANTZ 部隊中的經驗者。總是拒絕透露關於 GANTZ 的一切，但私下鬼祟地建立了一個關於 GANTZ 的網站。有趣的是，相比起對其他人，GANTZ 對西丈一郎的稱呼顯得異常客氣。在田中星人任務中，戰鬥落入下風，但由於性格太討厭，其他人都見死不救，加藤想營救卻失敗，於是七孔流血而死。惡鬼星人任務完成後，風大左衛門詢問玄野計還有沒有要復活的人，玄野計認為西丈一郎掌握了許多他們不知道的資訊，故讓其復活，但是依舊不改冷漠秉性。世界末日篇中由於黑球被外星人入侵而改裝黑球的傳送功能，遭到外星人的戰鬥機包圍之際救了也未被傳送的小武，小武後來跟著西丈，也只是發脾氣吼小武，並非完全冷血。末日篇中與玄野一戰被擊敗，被玄野放逐在外星飛船上自生自滅。
下平玲花
聲優：早見沙織（GANTZ:O）
暱稱：玄野FANS1號、麗佳、蕾佳（レイカ）
當紅巨乳偶像歌手，三圍B86、W59、H86，在戰鬥中被玄野的勇氣所感動愛上玄野。死於新宿大屠殺後來到黑球房間，拿過兩次100分，第一次復活小島多惠，第二次則復活玄野計（複制體）。與玄野計（複制體）一同生活了很長一段時間，甚至改名為玄野蕾佳（冠夫性），末日篇中為了保護玄野計（複製體）而遭外星巨獸殺死，後被擁有GANTZ技術的外星人復活後又讓其死亡，死後出生為美國人，並將在20年後生下玄野計（複製體）及岸本惠。
鈴木良一
聲優：池田秀一（GANTZ:O）／演員：田口智朗（台灣配音：曹冀魯）
暱稱：禿頭，大叔
個性溫暖的老好人，在戰鬥中被玄野感染。死於新宿大屠殺後加入黑球小隊，主動將得到的100分用於復活加藤勝。在義大利篇被小天使五馬分屍而死，死前因他老婆來接送他，最後含笑而死，後被擁有GANTZ技術的外星人復活後又讓其死亡。
風大左衛門
暱稱：いなかっぺ大將、筋肉超人「きんにくらいだー」（暫定）
博多出身的格鬥家，中國武術八極拳使用者。一直在尋求比他更強的人，直到遇到小武，才改變人生目標。新宿大屠殺中試圖赤手空拳阻止犯人，被猛烈掃射後，腦袋補上最後一槍死亡。後加入黑球小隊，曾經有單挑恐龍星人（在沒有防護服的情況下）以及赤手空拳力戰滑瓢的神勇表現。拿過一次100分，為了小武留下，主動讓玄野復活西丈一郎。於末日篇中處男的隱私被迫曝光，深受另一位GANTZ女性成員瑪麗‧麥克蓮恩所喜愛，被其纏上後一同被GANTZ傳送回地球。
名字由來『はいなかっぺ大将』的主角風大左衛門，相貌由來『Virtua Fighter』中角色結城晶。
櫻井弘斗
演員：白石隼也（台灣配音：宋昱璁）
暱稱：櫻桃男孩
原是校園霸凌的受害者，後來受坂田教導而成為超能力者，新宿大屠殺中因師傅身死，欲怒殺犯人，在以能力將犯人丟上天空時，被掃射身亡。後來到黑球房間，在鬼星人篇章中被殺害，之後被坂田研三復活。在世界末日篇中，由於豚骨的死亡，使櫻井變成一位復仇者，在巨人處大肆屠殺。在死前，看到了坂田和女友(似乎是靈魂吧)勸他放下一切，最後被巨大外星人的雷射砲擊中死亡。
坂田研三
暱稱：白痴
簡介：帶着墨鏡的長髮怪人，自認為很像木村拓哉。在自殺網站上聯繫了櫻井後給他幫助，給予他超能力并收他為徒。兩師徒之間有很深的默契與感情。新宿大屠殺中以能力擋下子彈後，正專注將能力運用在傷害犯人大腦時，被掃射身亡。後加入黑球小隊。於惡鬼星人篇中拿到100分並復活櫻井，但自己曾說過「若自己死亡，則不要復活自己」。於大阪篇中，為保護隊友而獨自留下阻止滑瓢。死於滑瓢手上。可透視物體、控制物體移動或引爆物體（須靠近目標物）。

#### 蔥星人篇 加入者
岸本惠
聲優：生天目仁美（TV動畫）；藤田咲（VOMIC）／演員：夏菜（台灣配音：魏晶琦）
暱稱：巨乳
入伍原因：割脈自殺
本作初期女主角，童顏巨乳。典型的乖乖女，其實渴望自由，想擺脫家中的束縛。玄野因其童顏巨乳而深深迷戀岸本，但她在出現不久，遭黑道侵犯的時候被加藤所救，因而暗戀加藤。須臾蔥星人遊戲開始。曾在玄野家中住了一段日子，但被他一時衝動罵走了。在佛像星人任務中，捨命相救加藤，死於千手觀音潑出的腐蝕液體。末日篇最後，被擁有GANTZ技術的外星人復活後又讓其死亡，死後將再次出生為蕾佳轉世後的女兒，複製玄野計轉世後的妹妹。
犬
- 暱稱：犬
- 簡介：死於佛像星人。

山田雅史（やまだ まさし）
聲優：永野廣一／演員：小松利昌（台灣配音：林士程）
- 暱稱：眼鏡（メガネ）
- 簡介：練馬東小學老師，第一位站出來要大家自我介紹的人，首個發現蔥星人。第一項蔥星人任務在畑中寬死後，被憤怒的蔥星大叔殺死。

稻森貴史（いなもり たかし）
聲優：千葉進步／演員：落合扶樹（台灣配音：魏伯勤）
- 暱稱：金髮/髮金（ぱつきん）
- 簡介：金髮美少男，20歳。不願意自我介紹的人。第一項蔥星人任務在畑中寬死後，被憤怒的蔥星大叔殺死。

畑中寬（はたなか ひろし）
聲優：飯島肇／演員：小林一英（台灣配音：宋克軍）
- 暱稱：黑道A
- 簡介：黑社會組織的組員，於初始預備空間想侵犯岸本惠但被加藤阻止。第一項蔥星人任務因被蔥星大叔抓來當肉盾，遭參加者誤射，腹部炸裂而死。

吉岡清（よしおか きよし）
聲優：諸角憲一
- 暱稱：黑道B
- 簡介：黑社會組織的幹部。第一項蔥星人任務在畑中寬死後，被憤怒的蔥星大叔扯斷手臂而死。

鈴木吾郎（すずき ごろう）
聲優：佐佐木敏
- 簡介：原東京都知事的政治家。參加第一項蔥星人任務時，以為還活著離開受困區域，遠離任務區域時，腦袋迸裂而死。屍體因此被想回家的岸本惠發現，與加藤一起回到任務區域避免死亡。

#### 田中星人篇 加入者
北条政信（ほうじょう まさのぶ）
聲優：神谷浩史
- 暱稱：同性戀（ホモ）
- 簡介：私立高校生。外型俊美，曾是男模事務所模特兒，疑遭社長騷擾而辭職。對女性沒有興趣。被GANTZ起了「同性戀」的暱稱時頗為不滿，事實上曾在書店見到一名中年男子並臉紅。在書店被貞子（鈴村貞代）跟蹤時騎著借來的機車欲逃逸，貞子卻也上了車，於是兩人一同死於交通事故而被傳送至GANTZ房間。於田中星人任務生還，繼續參加佛像任務，看見貞子偶然露出的美貌後對其心動，最後不幸與貞子一起死於千手觀音溶解液下。之後從未再出場過，直到最終回玄野在海上漂流回憶已逝的同伴時提起了他的名字。

鈴村貞代（すずむら さだよ）
聲優：嘉數由美
- 暱稱：貞子（サダコ）
- 簡介：北條的跟蹤者，上了他的機車而一同死於交通事故。平常臉都被一頭有如貞子般的長髮給掩蓋住，總是躲在暗處，十分陰沉。田中星人任務未表現，至佛像任務才出手相助，並與北条一同作戰，偶然露出了十分俏麗的臉龐讓北條為之驚艷。最後與北條一起死於千手觀音溶解液下，並吻了他。
- 遊戲中叫「仲山貞子」。仿七夜怪談中的「山村貞子」。

根本鐵男（ねもと てつお）
聲優：川中子雅人
- 暱稱：混混A、ちんそウだん その1
- 簡介：飆車族，在漫畫版中是個十足的無賴，但在動畫版中是個有良心及正義感的好父親，對作惡的同伴的行為相當不以為然並加以制止，最後與同伴鬧翻。於田中星人一役存活，但最後在現實世界中說出GANTZ，違規而死。

中島康介（なかじま こうすけ）
聲優：永野善一
- 暱稱：混混B
- 簡介：飆車族，還沒出任務時因用槍指向西丈一郎，就被他殺死。

西川信介（にしかわ しんすけ）
聲優：吉野貴宏
- 暱稱：混混C
- 簡介：飆車族，離開任務區域而死。

沼田春哉（ぬまた はるや）
聲優：鶴岡聰
- 暱稱：混混D
- 簡介：飆車族，田中星人BOSS所殺。

杉本佳代（すぎもと かよ）
聲優：好村俊子／演員：市川千惠子（台灣配音：汪世瑋）
- 暱稱：奶奶
- 簡介：未參與戰鬥，田中星人所殺。

杉本亮太（すぎもと りょうた）
聲優：小林由美子／演員：春名柊夜（台灣配音：許淑嬪）
- 暱稱：小鬼
- 簡介：未參與戰鬥，田中星人所殺。

#### 佛像星人篇 加入者
櫻丘聖（さくらおか せい）
聲優：園崎未惠
- 暱稱：美形
- 簡介：編著單邊辮子的女性，身材姣好，精通泰拳。對玄野一見鍾情並受他要求而有過肌膚之親，希望回到現實世界後與玄野交往，即使玄野告訴她只是一時衝動想發生關係而已（當時對岸本失戀令他自暴自棄）。在與千手戰鬥時為了能與玄野一同回到日常而激起鬥志，一度將千手觀音逼入下風卻不幸被掌上明燈射線擊中而死，令玄野非常憤慨。末日篇在真理的房間被擁有GANTZ技術的外星人復活，了解複製玄野計和蕾佳的關係而落淚接受後再度死亡。
- 角色靈感來自古墓奇兵電影版的女主角演員安潔莉娜·裘莉。

宮藤清（みやふじ きよし）
聲優：伊藤健太郎
- 暱稱：めがね
- 簡介：影視出租店員，原本是電腦公司員工。未參與戰鬥在隱形狀態下被千手所殺，腦袋被千手吸收後意識進入其體內，顯露出邪惡的性格，打算殺了加藤卻被其所殺，而後又殺了加藤（應已無宮藤意識）。

德川夢想（とくがわ むそう）
聲優：楠見尚己／演員：土平友厚（台灣配音：曹冀魯）
- 暱稱：光頭
- 簡介：常上節目的和尚，不相信GANTZ規則而堅持念經便可脫險，最後死於佛像星人巨掌。

岡崎明俊（おかざき あきとし）
聲優：遠藤純一／演員：古澤裕介（台灣配音：魏伯勤）
- 簡介：肥胖，河童頭髮，穿迷彩服的軍迷。死於佛像星人。電影版樣貌不同。

東鄉十三（とうごう じゅうぞう）
聲優：白熊寬嗣
- 簡介：自衛隊員，擅長遠距離射擊，狙殺多名佛像星人。在與千手的戰鬥中因不了解千手的弱點（只要不打碎牠手上的輪迴盤就可以無限復活）而失敗，被其掌上明燈射線擊中而死。
- 角色靈感來自骷髅13的主角迪克东乡。

JJ（ジェイジェイ）
聲優：青山穰
- 簡介：外國空手道家，功夫高強，徒手打死數名佛像星人，最後仍死於佛像星人四天王手中。

近藤裕太（こんどう ゆうた）
聲優：飯島肇
- 簡介：與苫篠次郎意氣相投，死於千手觀音劍舞。

苫篠次郎（とましの じろう）
聲優：中國卓郎
- 簡介：高中生，與近藤裕太意氣相投，死於千手觀音劍舞。

池俊一（いけ しゅんいち）
聲優：白熊寬嗣
- 簡介：上班族，無視規則超出任务區域而死。

#### 恐龍星人篇 加入者
和泉紫音（いずみ しおん）
暱稱：和泉君
- 簡介：玄野班上的轉學生，身高187cm，被玄野認為與加藤有幾分相似。成績優秀、運動神經驚人，容貌十分帥氣，堪稱完美。過去讀男校、家裡皆為男性，因而對女性十分苦手。不過後來和涼子交往，但在小島身上感受到女性魅力，欲在玄野面前對小島表白（但只是為了讓他難堪）時被拒絕。
- 過去在GANTZ任務獲得滿分並被消除記憶解放後，現實的出色表現對他變得毫無意義，並對西架設的GANTZ網站產生興趣，在上面發現玄野的名字而轉到他班上，讓玄野知道了網站的存在及自己名字的曝光。玄野擔心若洩漏GANTZ的秘密將被爆頭而矢口否認，但和泉始終抱持懷疑。
- 是矮子星人校園殺人事件班上唯三倖存者之一。後來由於持有的小黑球出現「可以的話帶更多人來」等字而喚起記憶，並嚮往回到GANTZ世界。某天易容為黑人，展開死者達387人的新宿大屠殺（多位恐龍星人任務參加者的死因），並挾持小島，被玄野殺死而成功回到黑球房間。除玄野外沒人知道他就是新宿大屠殺的兇手，而平時在學校也只是做做樣子扮演人氣者。後來被坂田看穿並要櫻井提防他。
- 在任務中戰績了得，習慣單打獨鬥，主要使用GANTZ劍。冷酷無情，非常嫉妒比自己更出眾的玄野。指環星人任務後，為贊成攻擊小島那一派的領頭，並為最後殺害她的兇手。在鬼星人任務後與復活的西重逢，揭曉了過去認識的關係（當時和泉為領袖），後曾一起行動。鬼星人任務結束後，菊地對吸血鬼以和泉的情報交換性命，和泉因而被吸血鬼圍攻，為救涼子而被首領冰川所殺。涼子是無情的他唯一在乎的對象，而對老是黏著他的開開（熊貓）亦無敵意。
- 作者曾言自己「不太喜歡這個角色」。

稻葉光輝（いなば こうき）
- 暱稱：稻葉、イナバ
- 簡介：設計師，懦弱無能卻又愛耍帥，每次戰役幾乎都是拿0分，因新宿大屠殺被和泉殺害而來到了黑球房間。迷戀蕾佳，義大利篇中展現出了自己的骨氣，但仍被踩死。

開開（ホイホイ）
暱稱：開開
- 簡介：一隻熊猫。於大阪篇中獲得40分。

大谷一家（おおたにいっか） － 父親（貴（たかし））、母親（治子（はるこ））、小孩（將貴（まさき））
- 簡介：父親本找到工作帶母子至新宿慶祝吃飯，遭遇新宿大屠殺一家三口身亡而來到黑球房間。迅猛龍追捕攻擊，父親挺身擋下讓母子平安逃走，受到重傷。最後任務結束正傳送回房間之時，大谷一家遭到黑衣男子槍殺死亡。

立見泉（たつみ いずみ）、白石里香（しらいし りか）
- 簡介：暫無

竹田敏三（たけだ としぞう）、加藤雄二郎（かとう ゆうじろう）
- 簡介：暫無

森野惠子（もりの けいこ）、大山美紀（おおやま みき）
- 簡介：暫無

西田明（にしだ あきら）、田村哲夫（たむらてつお）
- 簡介：暫無

岡田弘（おかだ ひろし）
- 簡介：暫無

肖恩·劉易斯（ショーン・ルイス）、內森·瑞奇（ネイサン・リッチ）、鮑勃·莫里斯（ボブ・モリス）、邁克爾·庫姆斯（マイケル・コムズ）
- 簡介：在新宿歌舞伎町破舊的黑色俱樂部工作。

#### 指環星人篇 加入者
富岡穰治（とみおか じょうじ）
- 簡介：暫無

浦中彩夏（うらなか あやか）
- 簡介：暫無

三河直一（みかわ なおいち）
- 簡介：暫無

芳賀綾太郎（はが りょうたろう）
- 簡介：暫無

岩本薰（いわもと かおる）
- 簡介：暫無

上田義治（うえだ よしはる）
- 簡介：測試緊身衣改變頻率的功能時，被小島多惠拍到，導致GANTZ秘密外洩而死。

#### 惡鬼星人篇 加入者
小武（コウモト タケシ）
- 簡介：小孩子，被母親的姘夫踢死而來到了GANTZ的世界，後來與風大左衛門(肌肉勇士)成了不可分離的親人(父子)，其存在更是風大佐衛門戰鬥的原動力。末日篇中成功生還到最後的角色之一，在黑球的公寓爆炸時，被西丈一郎所救，之後一直跟著西丈一郎，直到後者被傳送至其他星球，始露宿公園。

上班族A
- 簡介：遭到變形為巨大蒼蠅的鬼星人侵入體內，再變形為大象撐爆身體而亡。

上班族B
- 簡介：變形鬼星人化成小武樣貌，遭到侵入體內後，鬼星人變形為巨大蒼蠅將身體撐開而亡。

上班族C
- 簡介：投降之際，被鬼星人溶解液所化。

永島（ながしま）
- 簡介：被鬼星人溶解液所化。

青年3人組
- 簡介：遭到鬼星人BOSS秒殺分屍。

### 大阪隊隊員
山咲杏（やまさき あんず）
聲優：市道真央（GANTZ:O）
- 大阪隊兼後期的女性要角。23歲的可愛單親媽媽，育有一子（3歲），職業為成人漫畫家。在異鬼任務中遇上加藤，嘲諷他是偽善者，但為其正義所動搖，後於危難被加藤所救，便喜歡上他，並要求若順利生還要和兒子與他弟弟四人共同生活。
- 在對戰滑瓢時為掩護加藤被殺。後被眼鏡男復活，於世界末日戰和眼鏡男接受東京隊的邀請，與加藤再會。末日篇中與眼鏡男一同戰鬥，最終加藤對戰軍神時要求GANTZ先將其返送回大阪。

眼鏡男
暱稱：純情小處男
- 17歲。本名不詳。比玄野更加平凡的懦弱少年，處男，相當渴望正義。在與朋友騎腳踏車時被貨車撞而傳送到GANTZ房間，但朋友先被殺。初期非常懦弱。異鬼任務中被花紀所救並一同行動，擔任助手，在花紀獨自狙擊滑瓢卻死亡後拾起滑瓢落下的頭部作為護盾而幸運逃過一劫。最終生還，向加藤坦言希望成為像他一樣的人，並承諾將會復活山咲後被傳送。此次戰役意外得到80分。
- 於義大利藝術品戰獲得135分後復活山咲。世界末日戰兩人接受邀請前往東京集合，與加藤再會並使他和山咲重逢。末日篇中大為成長，和山咲一同戰鬥，驍勇善戰並掩護人民。在得知前嶋也是處男後第一次為此感到欣慰。在最終與軍師的戰役中死亡，但被黑球傳送後似乎復活。

岡八郎（おか はちろう）
聲優：小林劍道（GANTZ:O）
- 大阪隊最強的隊員，拿過七次100分，過去任務中曾將大幅削減隊伍勢力的外星人擊敗。皮膚黝黑，容貌端正。喜歡單打獨鬥，其他隊員戰鬥時藏匿，關鍵時刻才出手。身著GANTZ鎧甲，操縱巨大機械人和UFO等強力兵器。
- 在異鬼任務中與變形妖怪戰鬥激烈，直至最後終於明白如何擊殺之，但因風險太大而逃離戰場，最後仍被滑瓢追蹤並殺害，身首異處。平時是銀行會計，工作時戴眼鏡及梳七三分，與戰鬥模式頗為迥異。
- 名字來自吉本興業的岡八郎（戰鬥時曾自詡「學生時代為桌球及空手道好手」即是引自本人的發言）。

桑原和男（くわばら　かずお）
暱稱：桑原，變態裸男
- 要員三人組之一。長髮，兩腮留短鬍子的容貌。戰鬥時習慣裸露上半身。患有性依存症，總是處於性飢渴狀態的男人，無性不歡，只要是女人連外星人也不放過。拿過三次100分。
- 異鬼任務中侵犯了多位女外星人，後被女體聚集形態的滑瓢擄走後又抵擋不住誘惑對其洩慾而被蠶食，失去雙腿後被加藤拯救，是大阪隊倖存者之一。任務結束後大阪隊幾乎全滅，他便選擇解放。

名字來自吉本興業的桑原和男。平時是受學生愛戴的補習班英文老師。
室谷信雄（むろや　のぶお）
聲優：出渕誠（GANTZ:O）
- 暱稱：阿信
- 要員三人組之一。大阪隊的隊長，平頭高個子。個性倔強，做事亂來，拿過四次100分。在異鬼任務中被桑原及島木見死不救後被殺。平時和島木在吉野家工作。

名字來自吉本興業的室谷信雄。
島木（しまき）
聲優：住谷正樹（GANTZ:O）
- 暱稱：George
- 要員三人組之一。光頭黑人，是個最會得意忘形的笨蛋，拿過三次100分。在異鬼任務中被殺。平時和室谷在吉野家工作。

名字來自吉本興業的島木讓二（音同George）。
平参平（たいら　さんぺい）
聲優：津田健次郎（GANTZ:O）
- 變態三人組之一，拿過一次100分。在異鬼任務中被冰川跟妖怪武士殺。
- 平時是CD商店員工。名字來自吉本興業的平參平。

原哲男（はら　てつお）
聲優：小川輝晃（GANTZ:O）
- 變態三人組之一，拿過一次100分。在異鬼任務中被冰川跟妖怪武士殺。
- 平時是CD商店員工。名字來自吉本興業的原哲男。

木村進（きむら　すすむ）
聲優：小野坂昌也（GANTZ:O）
- 變態三人組之一，拿過一次100分。在異鬼任務中被冰川跟妖怪武士殺。
- 平時是CD商店員工。名字來自吉本興業的木村進。

中山美保（なかやま　みほ）
暱稱：癡情小寡婦
- 室谷信雄的女友。異鬼任務中的生還者，任務結束後大阪隊幾乎全滅，她便選擇解放。
- 名字來自吉本興業的中山美保。

山田澄子（やまだ　すみこ）
暱稱：小蜜
- 中山美保的好友。異鬼任務中的生還者，任務結束後大阪隊幾乎全滅，她便選擇解放。
- 名字來自吉本興業的山田スミ子。

花紀京（はなき　きょう）
暱稱：阿京
- 騎GANTZ機車行動，外型漂亮的中性美青年，但腦筋不正常。毒癮犯，會先施打毒品才上陣。拿過二次100分。異鬼任務中救下眼鏡男後一同行動，是少數會對隊友出手相救的人。懂得將X槍連接電腦以掃描敵人的分數（據作者推特所言此做法是屬於花紀自己的）。以滿分敵人（滑瓢）為目標欲狙擊時因毒癮發作而手震，雖擊中但反被其雷射光線掃到後死亡。
- 名字來自吉本興業的花紀京。對平時的描寫與其他隊員不同，沒有通學或工作。

老夫婦與小孩
- 路人，被加藤勝所救。在異鬼任務中被殺。

### 世界末日篇隊員
武田彪馬（たけだ ひょうま）
- 簡介：在聽過玄野及蕾佳的拯救人類宣言之後，從神奈川前來，黑色長髮，眉目清秀，是唯一有Z槍的新成员。與軍神一戰後存活，成功被傳送至地球。

前嶋龍二（まえじま りゅうじ）
- 簡介：在聽過玄野及蕾佳的拯救人類宣言之後，從廣島前來，金色頭髮，徒手作戰，不太說話，性格沉默。在一次戰役結束後，坦白自己還是個處男。死於軍神手上，後又被gantz再生並傳送回地球。

瑪麗‧麥克蓮恩（メアリー・マクレーン）
- 簡介：在聽過玄野及蕾佳的拯救人類宣言之後前來，金色頭髮，漂亮的容貌，擁有酷似外國人的長相，但本人否認會説英語，相當擅長以足技為主的肉搏戰。戰鬥中，喜歡上風大佐衛門，戰爭結束後，給了他深情一吻，目前已跟風一起被傳送回地球。

關根誠人（せきね まこと）
- 簡介：在聽過玄野及蕾佳的拯救人類宣言之後，從京都前來，戴眼鏡，智慧型的容貌，並會說英語，曾經和美國紐約隊通訊。與主角們一起救援時，被兩小孩搬來的外星人盒子放出的光球侵入。為防止讓光球進入腦部，讓吉川海司斬掉自己的手臂，但最後還是無限分裂而失控射殺同伴。最後遭玄野計射殺，身首異處解脫後說出「謝謝」。

吉川海司（よしかわ かいじ）
- 簡介:在聽過玄野及蕾佳的拯救人類宣言之後，從群馬前來，短髮精悍的容貌，擅使雙刀流，有死的覺悟。在砍傷軍神手指後被殺死，後又被gantz再生並傳送回地球。

矢澤年男（やざわ としお）
- 簡介：在聽過玄野及蕾佳的拯救人類宣言之後，從北海道前來，是新隊員中唯一的中年大叔隊員，誤以為和風大佐衛門同年。死於軍神手上，後又被gantz再生並傳送回地球

### 吸血鬼
冰川（ひかわ）
聲優：神谷浩史（遊戲）
- 暱稱：牛郎武士
- 簡介：劍術高超、戰鬥力極強，是反GANTZ的組織頭領。以前似乎跟和泉有過對戰，不斷的狙殺GANTZ的成員。
- 在吸血鬼群與和泉激戰後將之殺害(撿尾刀)，另外也在玄野計失去記憶後將之殺害，之後被一起傳送到GANTZ參與戰役。在異鬼任務中先後斬殺了2隻妖怪劍客，最後與加藤勝聯手擊殺完全變形體妖怪，對於身邊的女吸血鬼是刀子嘴豆腐心，異鬼任務後放棄了對GANTZ團員的狙殺。
- 日本女星栗山千明在《GANTZ》中最喜歡的角色。

黑髪之女（姓名不明）
- 暱稱：KILLBILL(原因是栗山千明參與電影"追殺比爾"的演出)
- 簡介：牛郎武士的普通朋友，在異鬼任務中被妖怪劍客斬斷一隻手，激怒了牛郎武士將2隻妖怪劍客斬殺。
- 栗山千明在作品中的化身。

玄野亮（くろの あきら）
- 簡介：玄野計之弟，於玄野計失去記憶時，通知玄野計及其夥伴將被吸血鬼襲擊的消息，還透露吸血鬼的致命弱點給玄野計知道。後來被氷川斬首，拎著亮的頭顱出現在玄野計面前。

文森特
- 簡介：暫無

光頭吸血鬼（姓名不明）
- 簡介：暫無

老人吸血鬼（姓名不明）
- 簡介：暫無

齊藤一綺（さいとう かずき）
- 簡介：暫無

### 人類
小島多惠（こじま たえ）
聲優：嘉數由美（遊戲）／演員：吉高由里子（台灣配音：許淑嬪）
- 簡介：私立勢綾高校一年生，第四項小不點外星人任務失敗後，玄野計因和同學玩懲罰遊戲，向小島告白，因而成為玄野的女友，是校園殺人事件中，班上唯三生存者，也是玄野的精神支柱，因為他的存在給予了玄野全新的勇氣。
- 在被鎖定為狙殺目標後被玄野死命的保護，但是最後仍然死於和泉刀下。在之後的戰役中被蕾佳復活，但是喪失跟黑球有關的記憶。在世界末日篇章中被外星人擄去,在重重危機之下，僥倖活了下來，被玄野送回地球。

加藤步（かとう あゆむ）
聲優：青山桐子（TV動畫）；森尾俐仁（GANTZ:O）／演員：千阪健介
- 簡介：加藤勝之弟。

篠崎涼子（しのさき りょうこ）
- 簡介：私立勢綾高校一年生，和泉的女友。

豚骨 (暱稱)
- 簡介：櫻井的女友。於世界末日篇中死亡。

立花浩治（たちばな こうじ）
聲優：小山剛志
- 簡介：私立勢綾高校的老大，校園惡霸，三年生。

米倉正智（よねくら まさとも）
聲優：飯島肇
- 簡介：私立勢綾高校二年生。

永澤榮二、松村清彦
聲優：中國卓郎、岩橋直哉
- 簡介：私立勢綾高校一年生。

鬼塚千明（おにづか ちあき）
聲優：川原慶久
- 簡介：西深角工業高校的老大，重量級拳擊冠軍，三年生。

長尾多美雄（ながお たみお）
- 簡介：櫻井學校的變態體育老師，在櫻井被霸凌時也加入，強迫櫻井含下體未果，遭櫻井用能力斷根。

菊池誠一（きくち せいいち）
- 簡介：八卦雜誌記者。不斷在調查日本各地被破壞的奇異事件，於拍攝到的照片中，追查到計，登門詢問時，由於計已經失去待在黑球房間時的記憶而做罷。後被吸血鬼抓住，將掌握到的GANTZ小組成員的情資做為換取自己平安離開的籌碼，並通知計吸血鬼即將展開襲擊的消息。
- 之後找到了黑球的真相，並揭穿外星巨人和地球人和平共處的假新聞。

### 非原作登場角色

#### 動畫原創角色
只在動畫原創玄野星人篇中登場。
梶浦龍二（かじうら りゅうじ）
聲優：辻谷耕史
- 入伍原因: 被黑道開槍射死。
- 簡介：於動畫版佛像星人篇、玄野星人篇中登場，性格殘暴狡詐，和室戶一起用球棒打死流浪漢，在玄野星人篇中自爆身亡。

室戶一（むろと はじめ）
聲優：真殿光昭
- 入伍原因: 與龍二被黑道開槍打死
- 簡介：17歲，於動畫版佛像星人篇、玄野星人中登場，擅長偽裝、工於心計，在佛像星人篇中用球棒打死流浪漢，在玄野星人篇最後被玄野計用Y槍傳送走。

神田美香（かんだ みか）
聲優：笹島薰
- 入伍原因: 被變態跟蹤及拿刀捅死
- 簡介：大學生，20歲。被室戸一用機槍攻擊未身亡，但在遊戲結束最後傳送的過程中，撐不過最後一口氣而死。

古田義一（ふるた ぎいち）
聲優：喜多川拓郎
- 入伍原因: 追偷書小偷被車撞死
- 簡介：書店老闆，50歲。個性非常迂腐，易輕信別人，為保護神田自爆手榴彈而死。

齋藤直純（さいとう なおずみ）
聲優：中田雅之
- 入伍原因: 被討債集團追殺，跳下地鐵自殺
- 簡介：前銀行人員(=無業)，38歲。窩囊眼鏡仔被室戸一用火箭筒炸死。

野崎大地（のざき だいち）
聲優：室園丈裕
- 入伍原因: 救了在河裡的小孩，但小孩的母親卻並未對他伸出援手而溺死。
- 簡介：無業，17歲。為保護玄野被梶浦龍二用機槍攻擊身亡。

上原佳乃（うえはら よしの）
聲優：與野光
- 入伍原因: 長期與已婚男子有染，後被正妻拿菜刀追殺而死。
- 簡介：玄野的班導師，26歲(據玄野OS為29歲)，一向戴著有色眼鏡看待玄野。在戰鬥中被梶浦龍二跟室戸一挾持為人質，被玄野所救後跟他道歉，拿刀攻擊梶浦龍二時被室戸一用X槍射殺。

## GANTZ
規則
由於 GANTZ 並沒有明確對參與者說明任何的規則和限制，以下規則是觀察自劇情的進展而得出的暫定規則，可視為潛規則。根據情況 GANTZ 會隨自己喜好任意修改潛規則，而不會告知參與者。
1. 黑球會不定時、無預警的召喚隊伍執行任務，並自動傳送隊員至黑球房間（預備空間）。
2. 黑球會在房間公佈任務目標及時限，其後將發放武器及緊身衣，緊身衣可強化身體功能（如力量）。任務完畢後，可將武器或緊身衣攜出黑球房間（帶回家）；若未攜回，黑球不會額外再提供另一套裝備。
3. 電機車等大型工具將在任務資料公佈後開放予隊伍提取。
4. 任務開始前隊員無法離開預備空間，任務開始時黑球將自動傳送隊伍至任務地點。
5. 隊伍需在時間內清除所有任務目標，否則全隊分數歸零；如果歸零者不能完成下次任務，並得到 GANTZ 所指定的分數，便會死亡。
6. 隊伍須在區域（1 平方公里）內完成任務，若超出區域，腦中炸彈就會啟動。
7. 任務完成或時限結束後，隊伍自動傳送回預備空間。只要尚未死亡，在傳送回預備空間時，身體傷害會完全復原。
8. 任務結束後方可離開預備空間。
9. 黑球能回答部分問題。
10. 完成任務可獲得分數，分數累積達到 100 分者，可以在三種選項內以 100 分兌換其一（詳如以下清單）。
11. 在世界末日篇裡，可與其他黑球連線及上網，用作溝通及互相傳送。
12. 黑球為外星生物傳授給地球人的超智慧技術，靈魂、情感、肉體只是數據與組成粒子的呈現，因此可以無限制複製，同一人可被複製為獨立的多人。

獲得 100 分後的選擇清單
1. 消除記憶，獲得自由：消除與 GANTZ 相關的記憶，並傳送到自家房間。
2. 強力武器：可得到更好更強力武器。
3. 復活記憶體中的死者：可讓儲存在 GANTZ 記憶體裏的死者復活（不一定是人或參與者，只要記憶體裏存有其记录便可。記憶體存滿後。最早的死者紀錄資料會被新資料覆蓋）。而被復活者之分數會归零，且被復活者本身的記憶停留在死亡前一刻，選擇者則被扣除總分的 100 分。

## 任務
簡言之就是不停地殺掉外星人。
在第三項佛像星人任務與第五項恐龍星人任務之間，還有一項小不點星人任務，但只有玄野計一人參加，且以沒在時限內擊倒最後一隻而失敗告終，同時玄野計的分數為 -46。回到現實世界中的學校時，披著同學人皮的小不點星人尋仇找來班上，幾乎將全班屠戮殆盡，包括玄野計，僅三人倖存。小不點星人事件，是第一起外星人被除了 GANTZ 參加者的普通人目擊到的現實殺人事件，但警方對外封鎖外星人相關消息
恐龍星人任務新增規定，唯玄野計被設限要得到 15 分以上，否則必死無疑。
指環星人任務後，不能像往常任務回到日常生活，反而直接進行下個任務─擊殺小島多惠。
惡鬼星人任務後，除非調頻率，GANTZ 成員在執行任務時，同外星人會被一般人看見。

## 武器道具

### 標準裝備
X 槍
中距離攻擊武器，双扳机。可用 X 光查看目標的全身結構，可以鎖定目標。
Y 槍
双扳机，可以鎖定目標，带有能補捉獵物並傳送。
X 狙击槍
由 X 槍加长枪管并增加攻击装置组成。長距離攻擊武器，双扳机。有效射程 1 km，可多重鎖定目標，威力为 X 槍的两倍。往复手柄用于清除鎖定。
GANTZ 標準套裝（緊身衣）
讓一般人擁有超乎常人的力量和抗擊力(從高樓摔下也沒事)。若裝備各圓形位置流出液體，即表示裝備效能消失，待結束任務才能正常使用。如果圓形位置遭到挤压或者被射击，也会造成液体流出導致紧身衣失效。
频率控制装置
可查看敵人位置，连接緊身衣進入隱身狀態，緊身衣失效，隱身亦失效。
GANTZ 刀
可伸長至 20 餘米的黑色日本刀，可轻松切断任何常规金属。
GANTZ 機車
拥有极高速度，据官方说法可直接爬墙。後座可載人，车上连接特殊电脑可以计算猎物价值的分数，也可载人进行攻击。

### 追加裝備
100 分後的選項之一，可換取以下的裝備。
Z 槍
重力槍，由上而下的強大重力，可將敵人瞬間壓成血水。目前已知有两种型号，一种是 100 分兑換，另一种兑換需要更多分数（至少 200 分以上，又稱 Z-GUN）,具有更强的威力和攻击范围，两种类型重力枪最早同时出现于大阪篇。可以从虐怪三人组（每人得过 100 分）掉落的重力枪和大阪主力三人组使用的对比出枪身的不同，威力区分也可以从地面的破坏程度看出。
飛行器
外型 GANTZ 機車相似，多了一圈不明裝置，可飛行。
GANTZ 裝甲套裝
GANTZ 裝甲套裝（緊身衣）的加強版，為攻守兼備的多功能套裝，雙手腕甲的肘部帶有刀鋒，手掌心與肘部則有類似光束衝擊波的發射孔，手掌心的孔用來進行近中距離射擊攻擊，能連發，肘部的則為加強手揮擊的速度與力道。GANTZ 官方集团研发出改进版的装甲，直接给未被解除控制的队员穿上并且强制传送至战斗机器对巨人飞船内部的重要建筑进行袭击。
巨型機器人
巨大的機器人，目測有 30 公尺高。操作者需先取得 GANTZ 裝甲套裝，並以套裝背部的電線連接機械人頂部才能操作。可隱形，配有一把大劍，有自動駕駛功能與自爆裝置。後期更有強化版型態，體積更大，需先取得飛行器，透過飛行器與機器人連結才能操作。

## 出版書籍
| 卷數 | 集英社         | 集英社                 | 文化傳信       | 文化傳信               | 尖端出版       | 尖端出版             |
| 卷數 | 發售日期       | ISBN                   | 發售日期       | ISBN                   | 發售日期       | ISBN / EAN           |
| ---- | -------------- | ---------------------- | -------------- | ---------------------- | -------------- | -------------------- |
| 1    | 2000年12月11日 | ISBN 4-08-876105-7     | 2001年7月13日  | ISBN 962-680-098-4     | 2002年7月23日  | ISBN 986-304-846-1   |
| 2    | 2001年3月19日  | ISBN 4-08-876139-1     | 2001年7月13日  | ISBN 962-680-115-8     | 2002年9月20日  | ISBN 986-304-887-9   |
| 3    | 2001年6月19日  | ISBN 4-08-876163-4     | 2001年9月4日   | ISBN 962-680-141-7     | 2002年10月14日 | ISBN 986-304-930-1   |
| 4    | 2001年10月19日 | ISBN 4-08-876217-7     | 2002年1月28日  | ISBN 962-680-239-1     | 2002年10月14日 | ISBN 986-304-931-X   |
| 5    | 2002年2月19日  | ISBN 4-08-876267-3     | 2002年5月24日  | ISBN 962-680-350-9     | 2002年10月14日 | ISBN 986-304-932-8   |
| 6    | 2002年5月17日  | ISBN 4-08-876293-2     | 2002年10月3日  | ISBN 962-680-400-9     | 2003年3月25日  | ISBN 986-304-933-6   |
| 7    | 2002年9月19日  | ISBN 4-08-876342-4     | 2003年1月6日   | ISBN 962-680-563-3     | 2003年4月11日  | ISBN 986-304-934-4   |
| 8    | 2003年1月17日  | ISBN 4-08-876388-2     | 2003年9月27日  | ISBN 962-680-671-0     | 2003年10月9日  | EAN 471-0614-36276-5 |
| 9    | 2003年5月19日  | ISBN 4-08-876442-0     | 2003年10月8日  | ISBN 962-680-745-8     | 2004年9月8日   | EAN 471-0614-37068-5 |
| 10   | 2003年8月19日  | ISBN 4-08-876486-2     | 2003年11月1日  | ISBN 962-680-860-8     | 2004年9月24日  | EAN 471-0614-37146-0 |
| 11   | 2003年12月18日 | ISBN 4-08-876538-9     | 2004年3月1日   | ISBN 962-680-947-7     | 2004年11月19日 | EAN 471-0614-37263-4 |
| 12   | 2004年3月19日  | ISBN 4-08-876578-8     | 2004年6月1日   | ISBN 962-8861-08-5     | 2004年12月8日  | EAN 471-0614-37305-1 |
| 13   | 2004年5月19日  | ISBN 4-08-876608-3     | 2004年8月1日   | ISBN 962-8861-79-4     | 2005年1月21日  | EAN 471-0614-37362-4 |
| 14   | 2004年7月16日  | ISBN 4-08-876637-7     | 2004年10月21日 | ISBN 962-8881-29-9     | 2005年3月3日   | EAN 471-0614-37493-5 |
| 15   | 2004年12月17日 | ISBN 4-08-876717-9     | 2005年3月4日   | ISBN 962-8895-03-6     | 2005年4月19日  | EAN 471-0614-37579-6 |
| 16   | 2005年4月19日  | ISBN 4-08-876780-2     | 2005年9月21日  | ISBN 962-8895-94-X     | 2005年9月30日  | EAN 471-0614-37707-3 |
| 17   | 2005年7月19日  | ISBN 4-08-876826-4     | 2005年11月7日  | ISBN 962-8896-00-8     | 2005年11月18日 | EAN 471-0614-37955-8 |
| 18   | 2005年11月18日 | ISBN 4-08-876881-7     | 2006年7月27日  | ISBN 962-8925-68-7     | 2006年4月10日  | EAN 471-7702-20286-4 |
| 19   | 2006年6月19日  | ISBN 4-08-877069-2     | 2006年10月5日  | ISBN 962-8945-76-9     | 2007年1月2日   | EAN 471-7702-20712-0 |
| 20   | 2006年12月19日 | ISBN 4-08-877187-7     | 2007年3月1日   | ISBN 978-962-8964-48-2 | 2007年5月4日   | EAN 471-7702-21031-1 |
| 21   | 2007年5月18日  | ISBN 978-4-08-877276-9 | 2007年8月1日   | ISBN 978-962-8965-61-8 | 2007年9月4日   | EAN 471-7702-21424-1 |
| 22   | 2007年11月19日 | ISBN 978-4-08-877349-0 | 2008年1月1日   | ISBN 978-962-8988-28-0 | 2008年5月15日  | EAN 471-7702-21894-2 |
| 23   | 2008年5月19日  | ISBN 978-4-08-877445-9 | 2008年8月1日   | ISBN 978-988-8007-40-0 | 2008年10月1日  | EAN 471-7702-22106-5 |
| 24   | 2008年10月17日 | ISBN 978-4-08-877511-1 | 2009年3月26日  | ISBN 978-988-8008-72-8 | 2009年3月6日   | EAN 471-7702-22391-5 |
| 25   | 2009年2月19日  | ISBN 978-4-08-877597-5 | 2009年6月15日  | ISBN 978-988-8024-48-3 | 2009年9月5日   | EAN 471-7702-22756-2 |
| 26   | 2009年6月19日  | ISBN 978-4-08-877668-2 | 2009年8月20日  | ISBN 978-988-8024-99-5 | 2010年2月9日   | EAN 471-7702-22929-0 |
| 27   | 2009年10月19日 | ISBN 978-4-08-877721-4 | 2010年1月7日   | ISBN 978-988-8049-04-2 | 2010年10月2日  | EAN 471-7702-23485-0 |
| 28   | 2010年5月19日  | ISBN 978-4-08-877854-9 | 2010年8月2日   | ISBN 978-988-8050-91-8 | 2011年3月15日  | EAN 471-7702-23702-8 |
| 29   | 2010年9月17日  | ISBN 978-4-08-879025-1 | 2010年11月23日 | ISBN 978-988-8090-91-4 | 2011年5月17日  | EAN 471-7702-23914-5 |
| 30   | 2011年1月19日  | ISBN 978-4-08-879088-6 | 2011年4月26日  | ISBN 978-988-8091-93-5 | 2011年10月4日  | EAN 471-7702-24385-2 |
| 31   | 2011年4月19日  | ISBN 978-4-08-879129-6 | 2011年7月14日  | ISBN 978-988-8112-85-2 | 2011年11月2日  | EAN 471-7702-24391-3 |
| 32   | 2011年8月19日  | ISBN 978-4-08-879185-2 | 2012年1月3日   | ISBN 978-988-8113-30-9 | 2012年1月3日   | EAN 471-7702-24553-5 |
| 33   | 2012年1月19日  | ISBN 978-4-08-879255-2 | 2012年4月18日  | ISBN 978-988-8114-26-9 | 2012年7月12日  | EAN 471-7702-24951-9 |
| 34   | 2012年5月10日  | ISBN 978-4-08-879328-3 | 2012年8月1日   | ISBN 978-988-8114-73-3 | 2012年11月20日 | EAN 471-7702-25198-7 |
| 35   | 2012年10月19日 | ISBN 978-4-08-879438-9 | 2013年2月25日  | ISBN 978-988-8194-49-0 | 2013年6月14日  | EAN 471-7702-25490-2 |
| 36   | 2013年3月19日  | ISBN 978-4-08-879588-1 | 2013年8月15日  | ISBN 978-988-8195-40-4 | 2013年12月16日 | EAN 471-7702-25801-6 |
| 37   | 2013年8月19日  | ISBN 978-4-08-879627-7 | 2014年1月24日  | ISBN 978-988-8195-86-2 | 2014年1月8日   | EAN 471-7702-25819-1 |

| 冊數 | 集英社         | 集英社                 |
| 冊數 | 發售日期       | ISBN                   |
| ---- | -------------- | ---------------------- |
| 1    | 2010年10月20日 | ISBN 978-4-08-782343-1 |
| 2    | 2010年11月19日 | ISBN 978-4-08-782354-7 |
| 3    | 2010年12月17日 | ISBN 978-4-08-782355-4 |

| 冊數 | 集英社         | 集英社                 |
| 冊數 | 發售日期       | ISBN                   |
| ---- | -------------- | ---------------------- |
| 1    | 2015年12月18日 | ISBN 978-4-08-619596-6 |
| 2    | 2015年12月18日 | ISBN 978-4-08-619597-3 |
| 3    | 2016年1月15日  | ISBN 978-4-08-619598-0 |
| 4    | 2016年1月15日  | ISBN 978-4-08-619599-7 |
| 5    | 2016年2月18日  | ISBN 978-4-08-619600-0 |
| 6    | 2016年2月18日  | ISBN 978-4-08-619601-7 |
| 7    | 2016年3月18日  | ISBN 978-4-08-619602-4 |
| 8    | 2016年3月18日  | ISBN 978-4-08-619603-1 |
| 9    | 2016年4月15日  | ISBN 978-4-08-619604-8 |
| 10   | 2016年4月15日  | ISBN 978-4-08-619605-5 |
| 11   | 2016年5月18日  | ISBN 978-4-08-619606-2 |
| 12   | 2016年5月18日  | ISBN 978-4-08-619607-9 |
| 13   | 2016年6月17日  | ISBN 978-4-08-619608-6 |
| 14   | 2016年6月17日  | ISBN 978-4-08-619609-3 |
| 15   | 2016年7月15日  | ISBN 978-4-08-619610-9 |
| 16   | 2016年7月15日  | ISBN 978-4-08-619611-6 |
| 17   | 2016年8月18日  | ISBN 978-4-08-619612-3 |
| 18   | 2016年8月18日  | ISBN 978-4-08-619613-0 |

### 相關書籍
公式導讀手冊
- GANTZ／MANUAL：2004年12月17日發售、ISBN 4-08-876735-7（未代理）

小說化
GANTZ/MINUS（《週刊Young Jump》連載、全8話）
原案：奥浩哉／小説：日下部匡俊／插畫、星人設計：コザキユースケ
| 冊數 | 集英社        | 集英社                 | 尖端出版社    | 尖端出版社            |
| 冊數 | 發售日期      | ISBN                   | 發售日期      | ISBN                  |
| ---- | ------------- | ---------------------- | ------------- | --------------------- |
| 全   | 2010年5月19日 | ISBN 978-4-08-703223-9 | 2011年3月15日 | ISBN 978-957-104481-1 |

GANTZ/EXA（《週刊Young Jump》2010年42號～2011年1號）
原案、構成：平山夢明／小説：真藤順丈／插畫：緒方剛志
| 冊數 | 集英社        | 集英社                 | 尖端出版社    | 尖端出版社            |
| 冊數 | 發售日期      | ISBN                   | 發售日期      | ISBN                  |
| ---- | ------------- | ---------------------- | ------------- | --------------------- |
| 全   | 2011年1月19日 | ISBN 978-4-08-703236-9 | 2011年5月17日 | ISBN 978-957-104518-4 |

### 衍生作品
GANTZ:G（《Miracle Jump》2015年12月号～2017年3月号、全3冊）
原作：奧 浩哉／作畫：イイヅカ ケイタ／腳本：大崎 知仁
| 卷數 | 集英社         | 集英社                 | 文化傳信       | 文化傳信 | 尖端出版      | 尖端出版               |
| 卷數 | 發售日期       | ISBN                   | 發售日期       | ISBN     | 發售日期      | ISBN                   |
| ---- | -------------- | ---------------------- | -------------- | -------- | ------------- | ---------------------- |
| 1    | 2016年9月16日  | ISBN 978-4-08-890395-8 | 2017年7月20日  |          | 2022年4月15日 | ISBN 978-626-316-545-8 |
| 2    | 2016年10月19日 | ISBN 978-4-08-890513-6 | 2017年10月16日 |          | 2022年7月15日 | ISBN 978-626-316-911-1 |
| 3    | 2017年3月17日  | ISBN 978-4-08-890609-6 | 2017年11月21日 |          | 2022年8月12日 | ISBN 978-626-338-186-5 |

GANTZ:E（已出版8冊）
原作：奧 浩哉／作畫：花月仁／集英社出版

## 電視動畫

### 製作人員
- 原作：奧浩哉
- 企劃：中島進、深澤幹彥、村濱章司
- 監督：板野一郎
- 系列構成、劇本：十川誠志
- 人物設定：恩田尚之
- 機械設定：中島利洋
- 攝影監督：
- 美術監督：池田繁美
- 色彩設計：飯島孝枝
- 3DCG導演：加藤泰裕
- 編集：廣瀨清志
- 音響監督：早瀬博雪
- 音樂：十川夏樹（第1－5話）、高梨康治（第6－26話）
- 製作人：西村大志、並木俊治、內田康史
- 動畫製作人：八田紳作、荒井英昌、安保龍之介
- 設定製作：內田信吾
- 動畫製作：GONZO
- 製作：GANTZ Partners

### 主題曲
片頭曲「Super Shooter」
作詞、作曲、歌：RIP SLYME
片尾曲「Last Kiss」
作詞、作曲、歌：BONNIE PINK

### 各話列表
| 話數       | 日文標題 | 中文標題         | 劇本     | 分鏡       | 演出              | 作畫監督                        |
| 第1季      | 第1季    | 第1季            | 第1季    | 第1季      | 第1季             | 第1季                           |
| 蔥星人篇   | 蔥星人篇 | 蔥星人篇         | 蔥星人篇 | 蔥星人篇   | 蔥星人篇          | 蔥星人篇                        |
| ---------- | -------- | ---------------- | -------- | ---------- | ----------------- | ------------------------------- |
| 1          |          | 新的一天來臨了   | 十川誠志 | 板野一郎   | 山名隆史          | 恩田尚之                        |
| 2          |          | 不是人類         | 十川誠志 | 小林謙一   | 藤原潤            | 福世孝明、宇野真 田中孝弘       |
| 3          |          | 計，好厲害       | 十川誠志 | 西森章     | 濁川敦            | 日向正樹                        |
| 4          |          | 開始計分         | 十川誠志 | 植田秀仁   | 水本葉月          | 山本佐和子                      |
| 5          |          | 也就是說那個時候 | 十川誠志 | 佐野隆史   | 佐野隆史          | 小林利充                        |
| 6          |          | 哦，耶！         | 十川誠志 | 山名隆史   | 山名隆史          | 崔文秀                          |
| 7          |          | 被盯上了         | 十川誠志 | 西森章     | 濁川敦            | 日向正樹                        |
| 田中星人篇 |          |                  |          |            |                   |                                 |
| 8          |          | 糟了！           | 十川誠志 | 關野昌弘   | 關野昌弘          | 宇野真、福世孝明                |
| 9          |          | 速殺             | 十川誠志 | 佐野隆史   | 犬川犬夫          | 小林利充                        |
| 10         |          | 裕三君？         | 十川誠志 | 安彥英二   | 遠藤廣隆          | 安彥英二                        |
| 11         |          | 他不會開槍的     | 十川誠志 | 藤原潤     | 藤原潤            | 寺尾洋之                        |
| 12         |          | 等著，加藤       | 十川誠志 | 松尾慎     | 濁川敦            | 日向正樹                        |
| 13         |          | 「情」你去死     | 十川誠志 | 關野昌弘   | 關野昌弘          | 福世孝明、崔文秀 宇野真、藤原潤 |
| 第2季      |          |                  |          |            |                   |                                 |
| 佛像篇     |          |                  |          |            |                   |                                 |
| 14         |          | 再見             | 十川誠志 | 西森章     | 犬川犬夫          | 小林利充                        |
| 15         |          | 快去吧           | 十川誠志 | 須永司     | 小林孝志          | 田中孝弘                        |
| 16         |          | 我贊成，南無！   | 十川誠志 | 西森章     | 濁川敦            | 鈴木信吾、日向正樹              |
| 17         |          | 這些人不堪一擊？ | 十川誠志 | 大橋譽志光 | 亞蘭澄史 吉澤俊一 |                                 |
| 18         |          | 歡迎回來         | 十川誠志 | 須永司     | 大西景介          | 石川健介                        |
| 19         |          | 那是什麼鬼       | 十川誠志 | 關野昌弘   | 犬川犬夫          | 福世孝明、細越裕司              |
| 20         |          | 殺了我！         | 十川誠志 | 小林孝志   | 小林孝志          | 小林利充                        |
| 21         |          | 哥哥？           | 十川誠志 | 西森章     | 筑紫大介          | 檜樫珠子                        |
| 玄野星人篇 |          |                  |          |            |                   |                                 |
| 22         |          | 別再說第二次！   | 十川誠志 | 佐野隆史   | 濁川敦            | 日向正樹                        |
| 23         |          | 玄野星人！       | 十川誠志 | 田中孝弘   | 水本葉月          | 田中孝弘                        |
| 24         |          | 沒有出不去的迷宮 | 十川誠志 | 大橋譽志光 | 犬川犬夫          | 宇野真、細越裕司 鈴木信吾       |
| 25         |          | 活著回去         | 十川誠志 | 關野昌弘   | 關野昌弘          | 福世孝明、羽田浩二 藪野浩二     |
| 26         |          | 你一定要活下去   | 十川誠志 | 板野一郎   | 小林孝志          | 小林利充                        |

## 真人版電影
由佐藤信介執導，二宮和也及松山研一主演。分兩部曲上映。前篇於2010年11月29日、後篇於2011年4月23日日本上映。還包括在2011年4月22日播出的一部TV特别篇。

## 劇場動畫版
《GANTZ:O》為2016年10月14日上映的3DCG動畫電影。以原作的「大阪篇」為主。英語配音版於第29屆東京國際影展上映。

## 備註
1. ↑  動畫第1季Gantz黑球計分時顯示的稱呼

## 外部連結
- 週刊Young Jump官方介紹網頁 （页面存档备份，存于）
- VOMIC「GANTZ」網頁
- 電視動畫「GANTZ ~the first stage~」富士電視台網頁 （页面存档备份，存于）